# トゥモロウ (バンド)
トゥモロウ（Tomorrow）は、1960年代に活躍したイングランドのロック・バンドである。
イエスのスティーヴ・ハウが在籍していたことで知られる。

## 概要
トゥモロウはサイケデリック・ロック、サイケデリック・ポップ、フリークビートを取り入れた音楽を展開していた。DJジョン・ピールがラジオ番組『Perfumed Garden』で彼等を取り上げ、批評家から絶賛されたものの、商業的には大きな成功は収められなかった。
彼等は、ピンク・フロイドやソフト・マシーンと並んで、イギリスにおける最初のサイケデリック・ロック・バンドのひとつだった。1967年9月21日にBBCラジオ1で史上初のジョン・ピールの番組セッションを録音した。

## ディスコグラフィ

### アルバム
- 『トゥモロウ』 - Tomorrow (1968年、パーロフォン)
- 『総天然色の夢』 - 50 Minute Technicolour Dream (1998年、RPM) ※1967年の未発表音源集
- 『パーマネント・ドリーム』 - Permanent Dream (2023年、Cherry Red)

### シングル
ジ・イン・クラウド名義
- "That's How Strong My Love Is" / "Things She Says" (single, Parlophone R5276, April 1965) ※全英48位[3]
- "Stop, Wait a Minute" / "You're on Your Own" (single, Parlophone R5328, September 1965)
- "Why Must They Criticise" / "I Don't Mind" (single, Parlophone R5364, November 1965)

トゥモロウ名義
- "My White Bicycle" (Hopkins/Burgess)/ "Claramount Lake" (single, Parlophone R5597, May 1967)[4]
- "Revolution" (Hopkins/Howe) / "Three Jolly Little Dwarfs" (single, Parlophone R5627, September 1967)[5] ※全英56位